# Bataille de Tabqa (2014)
Pour les articles homonymes, voir Bataille de Tabqa.
Guerre civile syrienne
Batailles
La bataille de la Tabqa a lieu lors de la guerre civile syrienne. Le 24 août 2014, après six jours de combats, les djihadistes de l'État islamique prennent d'assaut la base aérienne de Tabqa située à environ 8 kilomètres au sud de la ville homonyme.

## Déroulement

### Assauts de l'État islamique sur la base aérienne
La base aérienne de Tabqa abrite une quinzaine d'avions MiG-21 utilisés par les forces loyalistes pour effectuer des frappes aériennes. C'est notamment depuis cette base que les forces du régime bombardent les positions de l'État islamique à Raqqa, ce qui pousse les djihadistes à attaquer Tabqa. Le 17 août, les forces aériennes du régime effectuent 43 raids contre l'EI, dont 28 à Raqqa, 31 djihadistes et 8 civils sont tués,.
Des escarmouches s'engagent au milieu du mois d'août 2014 près de la base aérienne de Tabqa, dernière position de l'armée syrienne dans le gouvernorat de Raqqa. Le soir du 18 août, les forces de l'État islamique (ÉI) attaquent la base aérienne.
L'armée syrienne dispose dans la base de 800 à 1 000 soldats selon The Guardian. Selon l'Observatoire syrien des droits de l'homme (OSDH), 1 400 soldats syriens défendent la base.
Avant l'attaque, les djihadistes utilisent un drone de loisirs, le DJI Phantom FC40, pour effectuer des repérages aériens. Les points faibles de la base sont localisés et visés en premier par deux camions-suicides.
Les djihadistes commencent l'attaque avec des attentats à la voiture piégée, mais les deux premiers jours les forces loyalistes parviennent à contenir l'attaque. L'armée syrienne envoie en renfort des soldats qui atterrissent à bord d'hélicoptères. 70 hommes de l'ÉI sont tués selon l'OSDH.
La nuit du 22 au 23, le combat reprend après l'envoi d'un kamikaze à l'entrée de l'aéroport. Les belligérants s'affrontent avec des roquettes, de l'artillerie et des armes lourdes. 14 djihadistes sont tués, dont 10 par l'aviation, et 150 autres sont blessés. Au total selon l'OSDH, 94 djihadistes ont été tués et 400 blessés depuis le début de la bataille.
Le 24 août, les djihadistes s'emparent de l'aéroport, abandonné par les soldats loyalistes qui se replient à l'extérieur. 

### Déroute des forces loyalistes
Le 24 août 2014, le gros des troupes syriennes est évacué par voie aérienne vers l'aéroport de Deir ez-Zor. La plupart des avions et des hélicoptères parviennent également à quitter l'aéroport de Tabqa, en revanche les loyalistes abandonnent aux djihadistes des dizaines de chars et des blindés. L'État islamique s'empare également de missiles sol-air SATCP capables d'abattre des hélicoptères ou des avions à 16 000 pieds d'altitude (soit près de 5 kilomètres).
Au total, 700 soldats syriens parviennent à regagner les zones contrôlées par les loyalistes, mais plusieurs centaines d'autres sont dispersés. Certains se regroupent à la ferme Ajraoui où ils poursuivent les combats, d'autres tentent de s'enfuir vers Ethraya, situé à une cinquantaine de kilomètres, certains encore se cachent dans les environs.
Le 27, après s'être cachés quelques jours près de Ethraya, un groupe d'une cinquantaine de militaires parvient à rejoindre la ville d'al Salameyyi, contrôlée par les forces du régime. Le même jour, un checkpoint près d'Ethraya est attaqué par des djihadistes. Le combat fait huit morts du côté de l'EI et 24 soldats syriens sont blessés selon l'OSDH.

## Pertes
Selon l'OSDH, les combats du 24 août font 170 morts dans les rangs de l'armée syrienne et au moins 25 autres soldats avaient été tués les jours précédents. 150 soldats syriens sont également capturés par les djihadistes au cours de la retraite. Les pertes de l'État islamique sont quant à elles d'au moins 346 morts du 18 au 24 août.
Toujours selon l'OSDH, plus de 160 prisonniers sont mis à mort par les djihadistes après les combats. Les exécutions ont lieu à trois endroits différents, elles commencent le 27 août et s'achèvent le lendemain à l'aube. Des djihadistes de l'État islamique revendiquent de leur côté l'exécution de 200 prisonniers,.

## Vidéographie
- (en) BBC News, « Syria conflict: Islamic State militants 'kill Syrian soldiers' », sur youtube, 29 août 2014